# Grand Prix Formule 1 van Spanje 1968
De Grand Prix Formule 1 van Spanje 1968 werd gehouden op 12 mei op het circuit van Jarama in San Sebastián de los Reyes. Het was de tweede race van het seizoen.

## Uitslag
| Pos. | Nr. | Coureur              | Constructeur  | Rondes | Tijd / Oorzaak uitval | Grid | Punten |
| ---- | --- | -------------------- | ------------- | ------ | --------------------- | ---- | ------ |
| 1    | 10  | Graham Hill          | Lotus-Ford    | 90     | 2:15:02.1             | 6    | 9      |
| 2    | 1   | Denny Hulme          | McLaren-Ford  | 90     | + 15.9                | 3    | 6      |
| 3    | 14  | Brian Redman         | Cooper-BRM    | 89     | + 1 Ronde             | 13   | 4      |
| 4    | 15  | Ludovico Scarfiotti  | Cooper-BRM    | 89     | + 1 Ronde             | 12   | 3      |
| 5    | 6   | Jean-Pierre Beltoise | Matra-Ford    | 81     | + 9 Rondes            | 5    | 2      |
| NF   | 2   | Bruce McLaren        | McLaren-Ford  | 77     | Olielek               | 4    |        |
| NF   | 7   | John Surtees         | Honda         | 74     | Versnellingsbak       | 7    |        |
| NF   | 16  | Jo Siffert           | Lotus-Ford    | 62     | Transmissie           | 10   |        |
| NF   | 19  | Chris Amon           | Ferrari       | 57     | Benzinepomp           | 1    |        |
| NF   | 5   | Piers Courage        | BRM           | 52     | Benzinepomp           | 11   |        |
| NF   | 9   | Pedro Rodriguez      | BRM           | 27     | Ongeluk               | 2    |        |
| NF   | 21  | Jacky Ickx           | Ferrari       | 13     | Ontsteking            | 8    |        |
| NF   | 4   | Jochen Rindt         | Brabham-Repco | 10     | Oliedruk              | 9    |        |
| NS   | 3   | Jack Brabham         | Brabham-Repco |        | Motor                 |      |        |

## Statistieken
| Pole-position | Chris Amon           | Ferrari    | 1:27.9 |
| Snelste ronde | Jean-Pierre Beltoise | Matra-Ford | 1:28.3 |

## Noot
- Dit was de 25ste Grand Prix-start voor een Mexicaanse coureur.
- Eerste pole position voor Chris Amon en voor een Nieuw-Zeelandse coureur. Tevens eerste rondes als raceleider voor Amon.
- Eerste snelste ronde en rondes als raceleider voor Jean-Pierre Beltoise.
- Eerste podiumplaats voor Brian Redman.

1913 · 1923 · 1926 · 1927 · 1933 · 1934 · 1935 · 1951 · 1954 · 1967 · 1968 · 1969 · 1970 · 1971 · 1972 · 1973 · 1974 · 1975 · 1976 · 1977 · 1978 · 1979 · 1980 · 1981 · 1986 · 1987 · 1988 · 1989 · 1990 · 1991 · 1992 · 1993 · 1994 · 1995 · 1996 · 1997 · 1998 · 1999 · 2000 · 2001 · 2002 · 2003 · 2004 · 2005 · 2006 · 2007 · 2008 · 2009 · 2010 · 2011 · 2012 · 2013 · 2014 · 2015 · 2016 · 2017 · 2018 · 2019 · 2020 · 2021 · 2022 · 2023 · 2024 · 2025 · 2026